# 圣埃米朗
圣埃米朗（法語：Saint-Émiland，法語發音：[sɛ̃.t‿emilɑ̃]）是法国索恩-卢瓦尔省的一个市镇，属于欧坦区。

## 地理
圣埃米朗（46°54'15"N, 4°29'4"E）面积23.9 平方千米，位于法国勃艮第-弗朗什-孔泰大區索恩-卢瓦尔省，该省份为法国中部省份，北起顺时针与科多尔省、汝拉省、安省、罗讷省、卢瓦尔省、阿列省和涅夫勒省接壤。
与圣埃米朗接壤的市镇（或旧市镇、城区）包括：昂蒂利、库什、圣菲尔曼、圣马丹德科米讷、圣皮埃尔德瓦雷讷、坦特里。

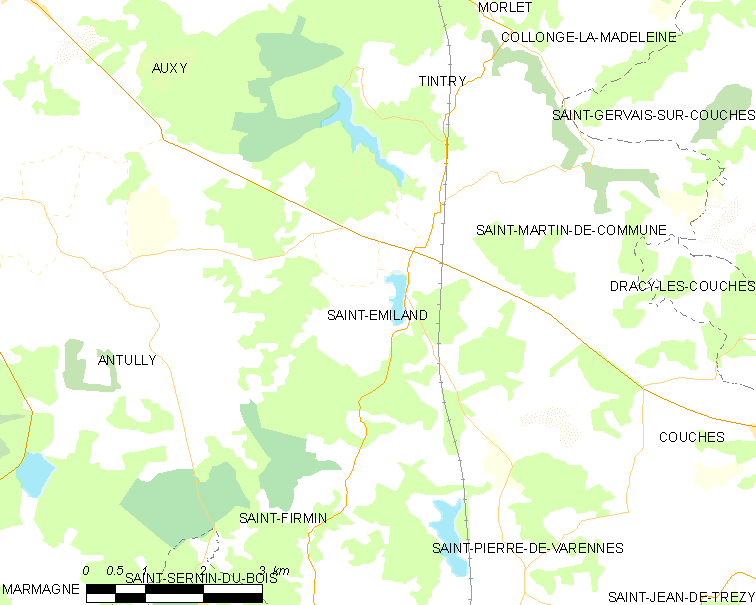
圣埃米朗的OSM定位图

圣埃米朗的时区为UTC+01:00、UTC+02:00（夏令时）。

## 行政
圣埃米朗的邮政编码为71490，INSEE市镇编码为71409。

## 政治
圣埃米朗所属的省级选区为欧坦第二县。

## 人口

1962-2008年间圣埃米朗人口变化图示

圣埃米朗于2022年1月1日时的人口数量为307人。